# Katherine Young
Katherine K. Young jest kanadyjską wykładowczynią religioznawstwa. Dyplom magistra zdobyła na Uniwersytecie w Chicago a doktorat na McGill University, broniąc pracę na temat historii religii, zwłaszcza hinduizmu. Następnie została wykładowczynią tego uniwersytetu. Studiowała i prowadziła badania w Indiach publikując wyniki w tym kraju. Jej badania dotyczyły związków hinduizmu z przynależnością etniczną. Jest też znana z serii książek na temat mizoandrii napisanej wraz z Paulem Nathansonem znanej pod wspólnym tytułem Wyjść poza upadek mężczyzny (Beyond The Fall Of Man), w której skład wchodzą: Rozkwit mizoandrii: lekcja pogardy wobec mężczyzn w kulturze popularnej (Spreading Misandry: The Teaching of Contempt for Men in Popular Culture), 2001,Zalegalizowana mizoandria: Od publicznego powszechnego wstydu do systemowej dyskryminacji mężczyzn (Legalizing Misandry: From Public Shame to Systemic Discrimination Against Men), 2006, oraz Przekraczając mizoandrię (Transcending Misandrię). 
Brała również udział w projekcie badawczym dotyczącym mizoandrii, zleconym przez rząd Kanady, Donner Canadian Foundation (organizację fundującą badania naukowe) oraz Radę do Spraw Badań w Dziedzinie Nauk Społecznych i Humanistycznych.